# Ángeles Zorreguieta
Ángeles Zorreguieta (Buenos Aires, 4 de junio de 1958) es una química argentina que se desempaña como investigadora principal del Conicet, en el campo de la Microbiología Molecular. También es directora de la Fundación del Instituto Leloir.

## Reseña biográfica
Ángeles Zorreguieta es la mayor de las medio-hermanas de la reina Máxima de los Países Bajos, nacida de Jorge Zorreguieta (1928-2017), secretario de Agricultura y Ganadería durante la dictadura cívico-militar argentina, y la escritora y filósofa Marta López Gil.
Zorreguieta fue discípula del Premio Nobel de Química argentino Luis Federico Leloir, a quien conoció siendo estudiante de la Licenciatura en Química de la Facultad de Ciencias Exactas y Naturales, Universidad de Buenos Aires, en 1982. Luego de graduarse como licenciada en 1983, comenzó sus estudios de doctorado bajo la dirección de Leloir y la codirección de Rodolfo Augusto Ugalde. Defendió su tesis en 1988, poco después del fallecimiento de Leloir en 1978. Su tesis llevó el título "Biosíntesis de glucanos Beta 1-2 cíclicos en Rhizobiaceae".  Completó su formación posdoctoral en el laboratorio del Dr. Luis Ielpi, y luego en el laboratorio del Dr. J. Allan Downie del John Innes Centre, Reino Unido, como Research Fellow (1997-2001).  En 2001 retornó a Argentina, poniendo en marcha su laboratorio en la Fundación Instituto Leloir 
Zorreguieta investiga en microbiología en el IIBBA (Instituto de Investigaciones Bioquímicas de Buenos Aires), en el campo de las enfermedades infecciosas bacterianas de interés en la sanidad animal. Es una investigadora activa, que lleva adelante varias líneas de trabajo y dirige además a investigadores en formación. Sus temas principales son la secreción de proteínas en bacterias y su función en el desarrollo de los biofilms, en la fisiología bacteriana y en la interacción con el hospedador, y la biogénesis de la envoltura celular en alphaproteobacterias
Entre 2007 y 2011 presidió la Sociedad Argentina de Microbiología General (SAMIGE). Desde 2017 es directora ejecutiva de la Fundación Instituto Leloir (FIL), una entidad sin fines de lucro denominada que administra fondos públicos y privados para investigar distintas problemáticas de la salud y el ambiente.  

## Distinciones
“Premio Flor de Mujer”, otorgado por el Centro y la Fundación Rossi (2023)